# Ophiuche tepicalis
Ophiuche tepicalis là một loài bướm đêm trong họ Erebidae.